# Grimpereau
Taxons concernés
Parmi 3 familles & 5 genres :
- Certhiidae : 
  - Certhia & Salpornis
- Sylviidae (Sibley) : 
  - Rhabdornis
- Climacteridae (17 espèces) : 
  - Cormobates & Climacterismodifier

Au sens strict, les grimpereaux sont les 6 (ou 7) espèces de passereaux du genre Certhia, de la famille des certhiidés. D'autres espèces plus ou moins proches portent également cette appellation dans le langage courant.
La famille des Grimpereaux rassemble des oiseaux semblables, tant par leurs caractères physiques que par leurs caractères écologiques forts. Il existe deux espèces de grimpereaux en Europe : le grimpereau des jardins et le grimpereau des bois. Cependant, il existe d'autres espèces dans le monde, tels que le grimpereau brun (d'Amérique) ou encore le grimpereau tacheté (d'Inde).

## Historique de l'appellation
Ce nom vernaculaire apparait pour la première fois dans le L'Histoire de la nature des oyseaux de Pierre Belon, et selon lui ce terme dériverait de grimper, puisque ces oiseaux prospectent dans les fentes de l'écorce, en grimpant le long des troncs d'arbres.

## Caractéristiques physiques

### Morphologie
Les certhiidés sont de forme allongée, de la tête à la queue (presque aussi grande que le corps). Ils possèdent un bec (brun, blanchâtre) fin et recourbé vers le bas, presque aussi grand que la tête. Cela leur permet d’accéder facilement sous l’écorce des arbres (pour se nourrir d’insectes).
Les pattes sont fines, avec 4 longs doigts (3 vers l’avant, 1 vers l’arrière). Ces mêmes doigts portent de longues griffes crochues, permettant à l’oiseau de se mouvoir sur le tronc des arbres (à la verticale). 
Les yeux des grimpereaux sont plutôt vers l’avant. On peut donc imaginer que les individus de cette famille sont capables de voir en trois dimensions (vision binoculaire), ce qui leur permettrait de percevoir la distance à laquelle ils se trouvent d’un arbre voisin (ils se déplacent d’arbre en arbre pour se nourrir).

### Plumage
Cette famille est relativement mimétique : le plumage est plus ou moins brun, marron clair, gris, fauve, blanc (surtout sur le dessous) et noir. Les grimpereaux possèdent en général un sourcil de couleur crème. Ces couleurs se confondent avec l’écorce des arbres. Plus original encore, ces oiseaux utilisent certaines plumes (les rectrices sont plus raides que les autres plumes) afin de prendre appui dessus et ainsi se stabiliser à la verticale. 

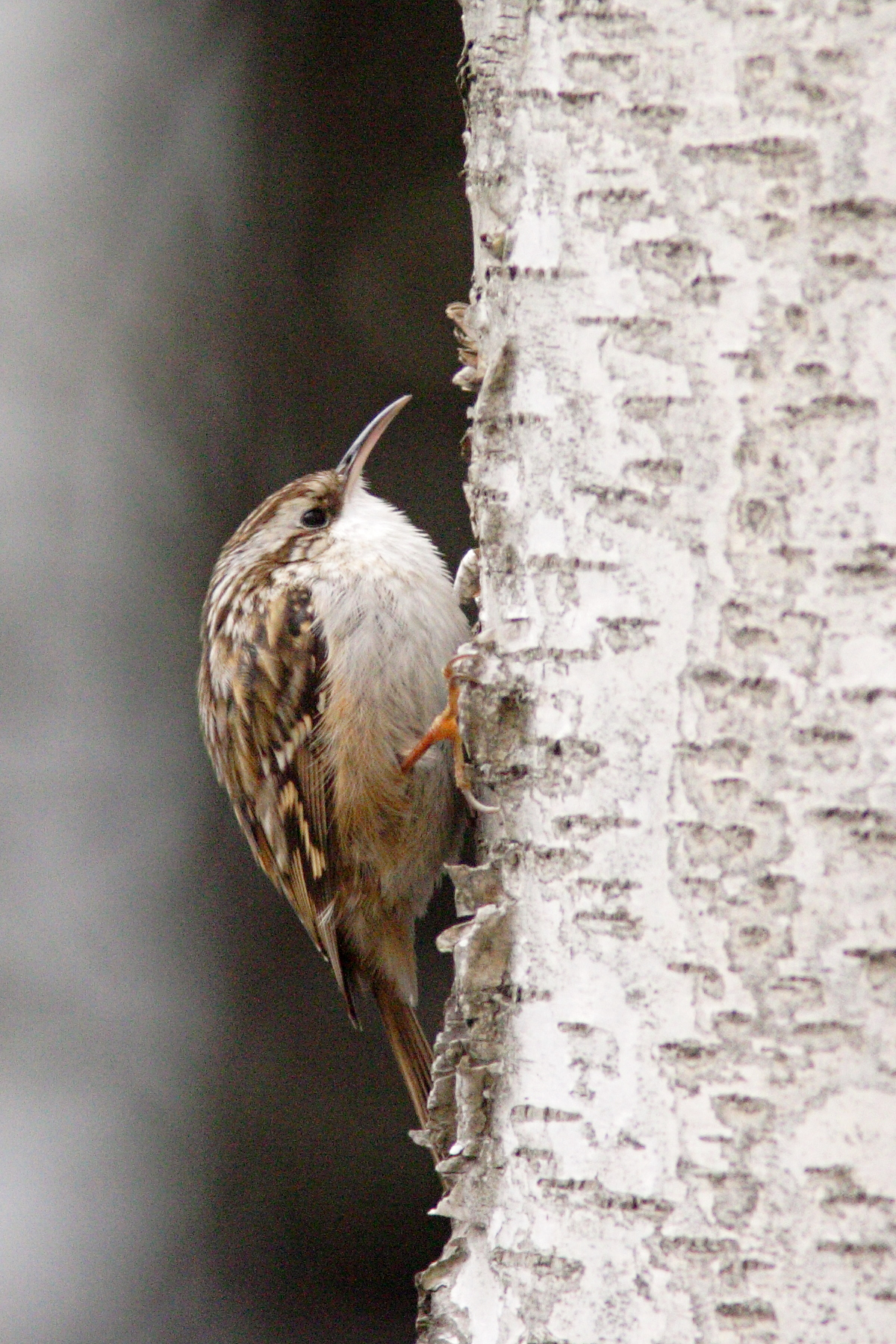
Illustration de la forme du bec

## Écologie et comportement
Ces petits oiseaux se déplacent de manière discrète, saccadée, le long du tronc des arbres où ils passent la plupart de leur temps. Ce sont des oiseaux solitaires (mis à part en période de reproduction).

### Alimentation
Ces oiseaux sont presque exclusivement insectivores (insectes, larves, araignées).

### Reproduction
Les certhiidés se reproduisent au printemps (avril-mai) et au début de l'été (mai-juin), en cas de deuxième ponte, sous nos latitudes. Les grimpereaux nichent sur les troncs, dans une écorce soulevée, une crevasse ou une fente, voire un nichoir, à une hauteur d’environ 2-3 mètres. Ainsi, le nid est hors de portée, de vue des prédateurs ; Cependant, l’écorce soulevée d’un arbre étant fragile, le nid risque de tomber à chaque intempérie. Les oisillons sont nidicoles.

### Migration
Les grimpereaux sont des migrateurs partiels souvent considérés comme sédentaires.

### Cris
Le cri des grimpereaux est le plus souvent aigu voire plaintif.

## Liste des espèces

### Grimpereaux de la CINFO
- Grimpereau des bois — Certhia familiaris Linnaeus, 1758
- Grimpereau brun — Certhia americana Bonaparte, 1838
- Grimpereau discolore — Certhia discolor Blyth, 1845
- Grimpereau de l'Himalaya — Certhia himalayana Vigors, 1832
- Grimpereau des jardins — Certhia brachydactyla C.L. Brehm, 1820
- Grimpereau du Népal — Certhia nipalensis Blyth, 1845
- Grimpereau tacheté — Salpornis spilonotus Franklin, 1831

### Autres grimpereaux
D'autres espèces plus ou moins proches ont aussi été appelés grimpereaux :
- Le Grimpereau de Hodgson (Certhia hodgsoni), au statut d'espèce discuté, et quelquefois considéré comme une sous-espèce du Grimpereau des bois ;
- les trois espèces du genre Rhabdornis, improprement appelés grimpereaux des Philippines,
- les sept espèces d'échelets, de la famille des climactéridés ou grimpereaux d'Australie.